# Boberger See
Der Boberger See, auch Boberger Baggersee oder Boberger Kiessee, ist ein künstlicher See im Naturschutzgebiet Boberger Niederung in Hamburg. Er entstand ab etwa 1937 durch Ausbaggern von Sand für den Bau des nahe vorbeiführenden Abschnitts Hamburg-Lübeck der damaligen Reichsautobahn und spätere weitere bauliche Maßnahmen am Autobahnabschnitt Hamburg–Lübeck.
Der See ist im Durchschnitt etwa 330 Meter lang und 170 Meter breit, unter Einbezug einzelner Buchten und eines langen, schmalen Zipfels sind die Maximalmaße 486 Meter in nordwestlicher und 392 Meter in südwestlicher Richtung. Als Fläche werden 7,86 Hektar angegeben, die größte Tiefe beträgt etwa 11 Meter.
Nördlich vom See liegt das Segelfluggelände Boberg, welches sich 1,5 Kilometer nach Südosten ausdehnt. An der Nordostseite befindet sich ein kleiner, allgemeiner Badestrand; das südwestliche Ufer wird großenteils von FKK-Anhängern genutzt.
Der Boberger See ist ein Pachtgewässer des Bergedorfer Angelvereins von 1954 e. V.